# Purisme (pintura francesa)

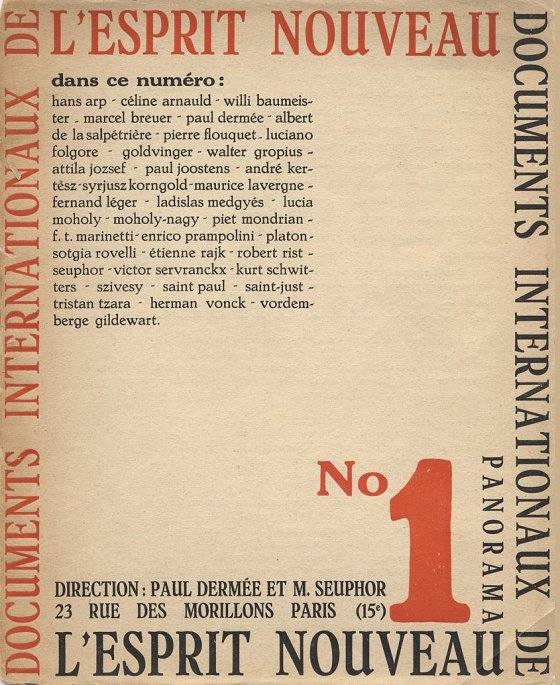
Portada del primer número de L'Esprit nouveau (octubre del 1920)

El purisme fou un moviment dins la pintura francesa relacionat amb la nova estètica de l'art mecànic.

## Característiques
Fou vigent aproximadament entre el 1918 i el 1925, i els seus fundadors i exponents més destacats foren Amédée Ozenfant i Le Corbusier: en adonar-se que el cubisme havia perdut la seua orientació i que estava degenerant en un art decoratiu, van considerar que el fet d'associar-se era com una campanya per a la reconstitució d'un art sa. El seu propòsit era inocular l'esperit de l'època en els artistes. Donaren molt importància a les lliçons inherents a la precisió de la maquinària i van afirmar que l'emoció i l'expressió havien d'ésser excloses rigorosament del lirisme matemàtic, el qual és la resposta adequada a una pintura ben composta.
Les pintures més característiques dels puristes són les natures mortes: fredes, nítides i acabades d'una manera impersonal. Malgrat l'antisentimentalisme d'aquesta orientació funcionalista, el purisme fou defensat fervorosament per Ozenfant. L'estètica purista fou exposada en els llibres Après le cubisme (1918) i La peinture moderne (1925), obres conjuntes d'Ozenfant i Le Corbusier, i en la revista L'Esprit nouveau, que dirigiren entre el 1920 i el 1925. Tot i que va rebre un suport considerable d'artistes i escriptors pertanyents a moviments molt diversos, el purisme no esdevingué una tendència pictòrica amb continuïtat.

## Llegat
Cal anar a cercar el llegat més important d'aquest moviment en les teories arquitectòniques i les realitzacions de Le Corbusier i, d'una manera més general, en el camp del disseny. El purisme també és significatiu pel fet que va donar expressió a idees estètiques que començaven a consolidar-se arreu (com ara el neoplasticisme, el constructivisme europeu i la Bauhaus), tot i que d'altra banda no tingué gaire suport a París.